# حد السيف (فلم)
حد السيف، هو فيلم مصري من إخراج عاطف سالم، قصة وسيناريو وحوار وحيد حامد ومن بطولة محمود مرسي ونجوى فؤاد.

## أحداث الفيلم
تدور حول وكيل وزارة يهوى العزف على آلة القانون فينضم إلى فرقة الراقصة بلابل يعمل بدوام ليلي بعد وظيفته الصباحية لكي يسد تكاليف المصروفات نسبة لقلة مرتبه الحكومي مما يسبب الكثير من المفاجئات لأسرته بعد اكتشاف الأمر.

## القصة كاملة
طلعت عثمان وكيل وزاره يهوى العزف على القانون، جاد في عمله كحد السيف يعيش مع زوجته زهرة وأولاده الثلاثه أميمة مخطوبة وتعمل
لتزوج نفسها،وسحر الطالبه بكلية الطب، وشريف الناجح في الثانوية العامه بمجموع ٥٠٪. يعانى طلعت من كثرة المصاريف والمتطلبات ومرتبه محدود ويلاحقه ابناءه بالطلبات التى لاتنتهى ولا يقدر عليها، فأميمه تريده ان يساهم في جهازها وسحر تريد جثه تتمرن عليها، وشريف يريد الإلتحاق بمعهد طيران مدنى مصاريفه ألفين جنيه. يطلب من مدير مكتبه حمدى البحث عن جثه مهاوده لزوم التدريب، ويسمع حديثهما نصر الدمنهورى ويسرى خلف وكان لهما في الوزارة مستخلص بمبلغ كبير، أوقفه طلعت لحين تسلم المنشئات رسميا،فقررا رشوته، وهو المحارب للراشين والمرتشين، فقاموا بجلب جثه هدية ومحاولة تسليمها لزوجته أثناء غيابه ولكنها رفضتهاوطردتهم،وسقطت الهدية على السلالم وظهرت الجثة، فظن الجميع انها قتيل وطلبوا البوليس، وكانت فضيحه اتهم فيها البوليس نصر و يسرى بإنتهاك حرمة الموتى ومحاولة رشوة موظف عمومى.
جاء عاطف خطيب أميمه ومعه والده وأمه وأخته العانس المحجبه،وعرضوا دفع مهر ٣ آلاف جنيها،وطلبوا تجهيز الشقه بما يوازى٢٠ ألف جنيه مماأسقط في يد طلعت بيه. وخلد الى حجرته يعزف على قانونه ليهدئ من أعصابه، فقطعت بعض الأوتار، فذهب لشارع محمد على لإصلاحه، وقابل صاحب المحل شبورة الذى أعجب بعزفه، وعرض عليه العمل وراء الراقصه سوسو بلابل بمقابل مغر للغايه،فتردد في اول الامر، ولكنه وأمام متطلبات ابناءه، وافق على ان يكون العمل في السر، ومتنكرا،وبإسم مستعار هو عبد الحميد فرغلى. وعمل في الأفراح وزاد دخله أضعاف مرتبه الحكومى، فأحضر الجثة لسحر،وادخل إبنه المعهد،وشرع يجهز ابنته التى تحجبت،واصبح لديه رصيد في البنك.
وجاءت لبلابل فرصة عقد بملهى ليلى بشارع الهرم وزادت النجومية،وفى احدالأفراح كانت سحر وشريف من المدعوين ورأوا والدهم وغضبوا،ولكن أميمه وقفت بجانبه. وقابله رئيس الوزراء (محمودرشاد) وعرض عليه الوزاره التى يعمل بها، ولكنه اعتذر مما اثار إستياء مدير مكتبه، وكذلك ابنته سحر،وكل منهما يفكر في مصلحته.رأه نصر ويسرى ومعهم المدير المالى (رشوان مصطفى) وهو يعزف في الملهى الليلى، وحاولوا مساومته على المستخلص ولكنه رفض، وهدد المدير المالى بالتحقيق،وقرر الظهور بدون تنكر،وحضرت عائلته لتشجيعه واصبح من النجوم يوقع على الاوتوجرافات للمعجبين،وترك الوزاره،واستمر وراء الراقصة.

## أبطال الفيلم
| - محمود مرسي: طلعت / عبدالحميد - زهرة العلا: زهرة زوجة طلعت - نجوى فؤاد: سوسو بلابل - يونس شلبي: شبورة - سناء يونس: أخت الخطيب - ماجدة زكي: أميمة - سمية الألفي: سحر | - عمران بحر: سلامة - فؤاد خليل: السكرتير حمدي - هانم محمد: ام الخطيب - عثمان عبد المنعم: ابو الخطيب - إسماعيل محمود: الخطيب - علي حسنين: علي ونس بتهوفن - زينب عبده | - عمرو محرم - رشوان مصطفى - ناصر سيف - فاطمة سرحان - إسماعيل يسري:يسرى خلف - حسني صقر - هريدي عمران | - مصطفى كمال: مصطفى - محمد أبو حشيش: سائق النقل - حسين الشريف: ضابط - محمود رشاد: رئيس الوزراء - سيد علام - إبراهيم نصر: نصر الدمنهورى - مصطفى حميدو |